# Linderås församling
Linderås församling är en församling i Linköpings stift inom Svenska kyrkan i Tranås kommun i Jönköpings län. Församlingen ingår i Tranås pastorat.
Församlingskyrka är Linderås kyrka.

## Administrativ historik
Församlingen har medeltida ursprung. År 1652 överfördes 4 3/8 mantal till den då nybildade Trehörna församling.
Församlingen utgjorde till 1641 moderförsamling i pastoratet Linderås och  Frinnaryd, för att från 1661 till 1 maj 1930 utgöra ett eget pastorat. Från 1 maj 1930 till 1962 var den åter moderförsamling i pastoratet Linderås och Frinnaryd, för att från 1962 vara moderförsamling i pastoratet Linderås och Adelöv. Från 2002 är församlingen annexförsamling i Tranås pastorat.

## Kyrkoherdar
| Ämbetstid | Namn                                 | Levnadstid | Övrigt                                      |
| --------- | ------------------------------------ | ---------- | ------------------------------------------- |
| 1299      | K...                                 |            |                                             |
| 1336      | Magnus                               |            | Curatus.                                    |
| 1381–1383 | Petrus                               |            | Curatus och prost.                          |
| 1421–1428 | Lundo                                |            | Curatus.                                    |
| 1435–1441 | Ericus Simonis                       |            | Curatus. Munk vid Vadstena kloster år 1441. |
| 1464      | Henricus Haquini                     |            |                                             |
| 1491–1501 | Joannes                              | –1501      |                                             |
| 1515      | Nicolaus                             |            |                                             |
| 1542–1560 | Andreas Johannis                     | –1560      |                                             |
| 1591?     | Johannes                             |            |                                             |
| 1561–1600 | Haquinus Johannis                    | 1526–1600  |                                             |
| 1602–1628 | Johannis Pauli                       | –1628      |                                             |
| 1629–1648 | Jonas Thesei Ignæus                  | 1597–1648  |                                             |
| 1650–1672 | Elias Benedicti Hval                 | 1620–1672  |                                             |
| 1674–1692 | Petrus Johannis Bjugg                | 1634–1692  |                                             |
| 1694–1733 | Jonas Magni Livin                    | 1663–1733  |                                             |
| 1735–1754 | Samuel Samuelis Mörtling             | 1700–1754  |                                             |
| 1757–1775 | Samuel Petri Wiridén                 | 1715–1775  |                                             |
| 1776–1780 | Benedictus Abrahamus Nicolai Rosvall | 1725–1780  |                                             |
| 1780–1787 | Samuel Mörtling                      | 1731–1787  |                                             |
| 1788–1789 | Esaias Samuelsson                    | 1736–1789  |                                             |
| 1790–1804 | Samuel Samuelsson                    | 1730–1804  |                                             |
| 1805–1817 | Anders Linder                        | 1746–1817  |                                             |
| 1818–1839 | Anders Hagert                        | 1768–1839  |                                             |
| 1839–1848 | Johan Bergvall                       | 1792–1848  |                                             |
| 1848–1875 | Carl Jacob Petersson                 | 1794–1875  |                                             |
| 1980–1984 | Lars-Erik Einarsson                  | 1936–      | [ 7 ]                                       |

### Komministrar
| Ämbetstid | Namn                                 | Levnadstid | Övrigt                                     |
| --------- | ------------------------------------ | ---------- | ------------------------------------------ |
| 1641–1657 | Olavus Johannis Lindelius            | –1657      |                                            |
| 1660–1674 | Johannes Martini                     | –1690      | Senare kyrkoherde i Tingstads församling.  |
| 1672–1707 | Daniel Svenonis Kihlman              | –1707      |                                            |
| 1707–1726 | Germundus Magni Limnelius            | 1668–1726  |                                            |
| 1728–1735 | Samuel Samuelis Mörtling             | 1700–1754  | Senare kyrkoherde i församlingen.          |
| 1735–1738 | Johannes Olavi Litzing               | 1699–1738  |                                            |
| 1740–1743 | Carolus Jonae Könsberg (Königsberg)  | 1705–1743  |                                            |
| 1743–1744 | Andreas Lanander                     | –1744      |                                            |
| 1746–1755 | Petrus Andreae Kreuger               | 1718–1755  |                                            |
| 1757–1776 | Benedictus Abrahamus Nicolai Rosvall | 1725–1780  | Senare kyrkoherde i församlingen.          |
| 1777–1788 | Esaias Samuelsson                    | 1736–1789  | Senare kyrkoherde i församlingen.          |
| 1788–1805 | Anders Linder                        | 1746–1817  | Senare kyrkoherde i församlingen.          |
| 1808–1824 | Sven Emanuel Thollander              | 1769–1830  | Senare kyrkoherde i Västerlösa församling. |
| 1824–1837 | Anders Faberz                        | –1840      | Senare kyrkoherde i Ulrika församling.     |
| 1838–1850 | Jonas Otto Kastman                   | 1798–1881  | Senare kyrkoherde i Tingstads församling.  |

## Klockare och organister
| Ämbetstid | Namn                      | Levnadstid | Övrigt                          |
| --------- | ------------------------- | ---------- | ------------------------------- |
| 1699-1701 | Nils                      |            | Organist                        |
| 1703-1737 | Gunnar                    |            | Organist och klockare           |
| 1737-1743 | Jonas Larsson Adelius     | 1712-1743  | Organist                        |
| 1743-1792 | Hindrik Hagström          | 1723-1792  | Organist och klockare           |
| 1792-1809 | Carl Fredrik Hagström     | 1757-1809  | Organist och klockare           |
| 1810-1835 | Per Svartling             | 1784-      | Organist och klockare           |
| 1836-1880 | Anders Johan Lind         | 1800-1880  | Organist och klockare           |
| 1880-1912 | Johannes Bäckdahl         | 1851-1935  | Organist och klockare           |
| 1913-1916 | Ernst Gustaf Wikström     | 1891-1951  | Organist och klockare (vikarie) |
| 1917-1923 | Per Jöns Martin Andersson | 1894-1954  | Organist och klockare           |
| 1924-1941 | Gunnar Almén              | 1901-1980  | Organist och klockare           |

### Klockare
| Ämbetstid | Namn        | Levnadstid | Övrigt   |
| --------- | ----------- | ---------- | -------- |
| 1720-1725 | Annanias    | 1667-1743  | Klockare |
| 1726-1730 | Per Hansson |            | Klockare |